# Bethlehemkerk (Helmond)
De Bethlehemkerk is het kerkgebouw van de Protestantse Gemeente (PKN) in de Nederlandse plaats Helmond (provincie Noord-Brabant), gelegen aan de Sperwerstraat 2.
Het gebouw werd ingewijd in 1962, en was toen een Hervormde kerk. Deze verving de oudere Hervormde kerk, die werd onttrokken aan de eredienst en een andere bestemming kreeg.
In 1984 werd het een Samen op Wegkerk. In 2005 werd het een PKN-kerk.
De Bethlehemkerk is een zeskantig bakstenen gebouw in modernistische stijl, ontworpen door R. Tybout. Het gebouw wordt gedekt door een tentdak, dat getooid wordt door een chi-roteken. Naast het gebouw staat een open klokkentoren, uitgevoerd in beton en staal.
Het orgel is een Verschueren-orgel uit 1967.